# Juvelér
Juvelér er en person der handler med, eller står for fremstillingen af, smykker, ure m.m. af guld, sølv og andre ædelmetaller, samt indfatter smykker med smykkestene. Af kendte juvelére kunne eksempelvis nævnes Carl Fabergé, Louis Cartier, Charles Lewis Tiffany, René Lalique og Frédéric Boucheron.